# Mé-Zóchi
Mé-Zóchi ist ein Distrikt von São Tomé und Príncipe und liegt auf der Insel São Tomé.

## Geographie
Mé-Zóchi grenzt im Norden an Lobata und Água Grande, im Süden an Cantagalo und Caué und im Osten an Lembá. Der Distrikt hat eine Fläche von 122 km² und 44.752 Einwohner (2012). Die Hauptstadt ist Trindade mit 16.140 Einwohnern (2012).

## Bevölkerungsentwicklung
| Jahr | Einwohner | Anteil an der Gesamtbevölkerung |
| ---- | --------- | ------------------------------- |
| 1940 | 18.422    | 30,4 %                          |
| 1950 | 18.056    | 30,0 %                          |
| 1960 | 20.374    | 31,7 %                          |
| 1970 | 20.550    | 27,9 %                          |
| 1981 | 24.258    | 25,1 %                          |
| 1991 | 29.758    | 25,3 %                          |
| 2001 | 35.105    | 25,5 %                          |
| 2012 | 44.752    | 25,0 %                          |